# Anel de armazenamento

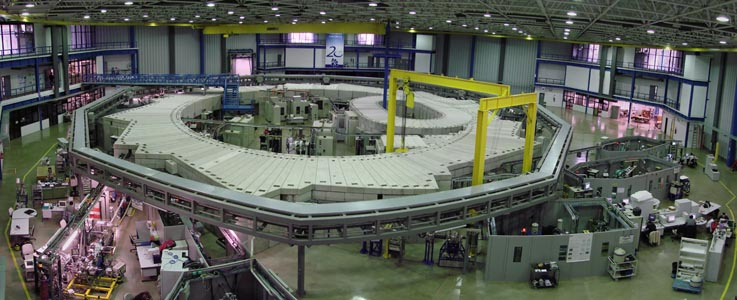
O anel de armazenamento de 93,2 m do Laboratório Nacional de Luz Síncrotron em Campinas. Na imagem, o booster (anel circunscrito) alimenta o anel de armazenamento, chamado de UVX. No subsolo, encontra-se o LINAC.

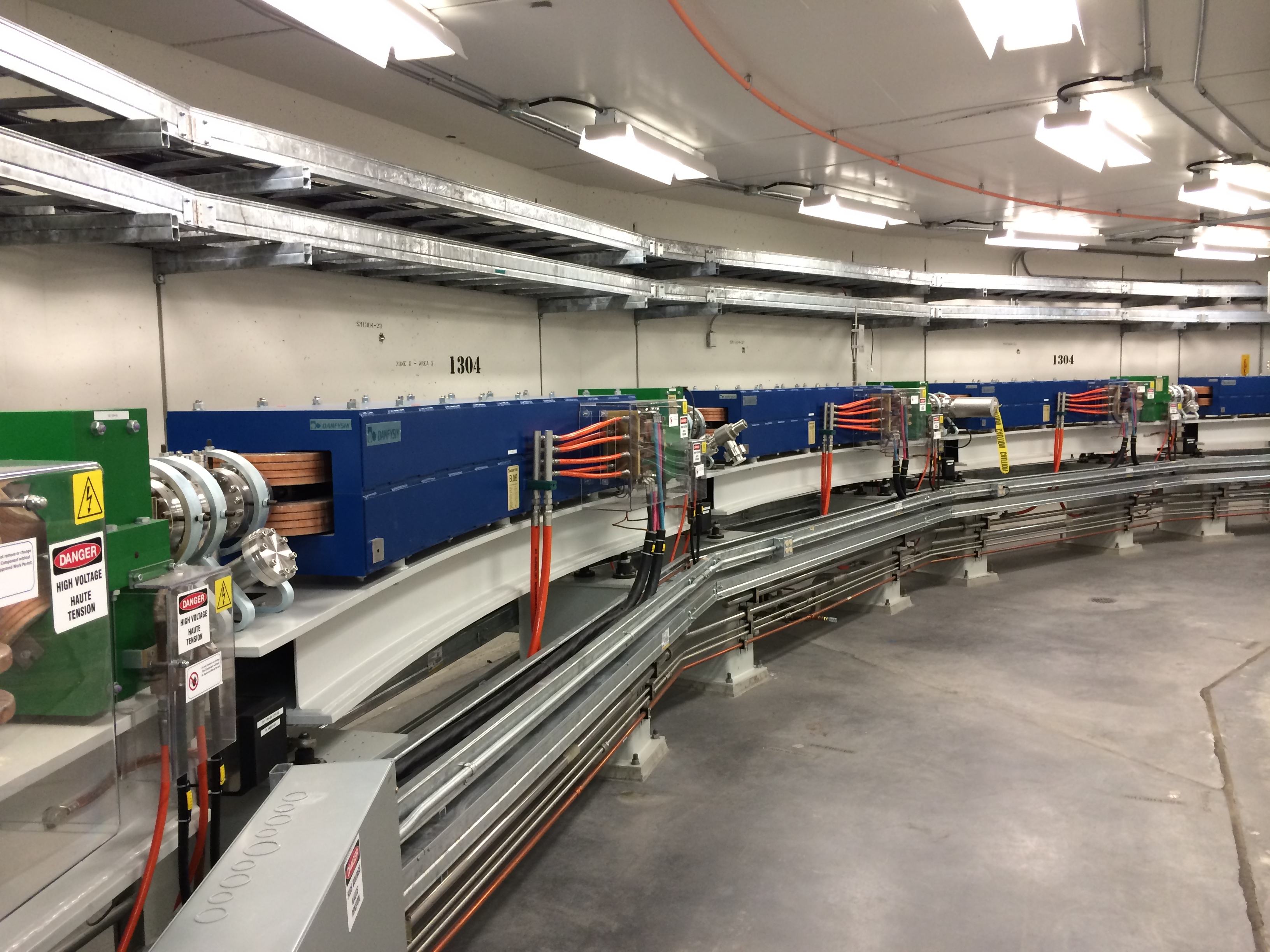
Parte interna do anel de armazenamento do Canadian Light Source.

Um anel de armazenamento é um tipo de acelerador de partículas circular no qual um feixe de partículas contínuo ou pulsado pode ser mantido circulando normalmente por muitas horas. O armazenamento de uma partícula em particular depende da massa, momento e, geralmente, da carga da partícula a ser armazenada. Os anéis de armazenamento costumam armazenar elétrons, pósitrons ou prótons . 
Os anéis de armazenamento costumam ser usados para armazenar elétrons que irradiam radiação síncrotron. Existem mais de 50 instalações científicas baseadas em anéis de armazenamento de elétrons que são usadas para uma variedade de estudos em química e biologia. Os anéis de armazenamento também podem ser usados para produzir feixes de elétrons polarizados de alta energia através do efeito Sokolov-Ternov. A aplicação mais conhecida dos anéis de armazenamento é seu uso em aceleradores de partículas e em colisores de partículas, onde dois feixes de rotação de partículas armazenadas contra-rotativas são levados à colisão em locais específicos. As interações subatômicas resultantes são então estudadas em um detector de partículas. Exemplos de tais instalações são LHC, LEP, PEP-II, RHIC e Tevatron. 
Um anel de armazenamento é um tipo de síncrotron. Enquanto um síncrotron convencional serve para acelerar partículas de um estado de baixa para alta energia com o auxílio de cavidades de aceleração de radiofrequência, um anel de armazenamento mantém as partículas armazenadas em uma energia constante e as cavidades de radiofrequência são usadas apenas para substituir a energia perdida pelo síncrotron radiação e outros processos. 
Gerard K. O'Neill propôs o uso de anéis de armazenamento como blocos elementares para construção de um colisor em 1956. Um benefício importante dos anéis de armazenamento neste contexto é que o anel de armazenamento pode acumular um fluxo de feixe alto de um acelerador de injeção que atinge um fluxo muito menor. 

## Considerações importantes para armazenamento de feixe de partículas

### Ímãs

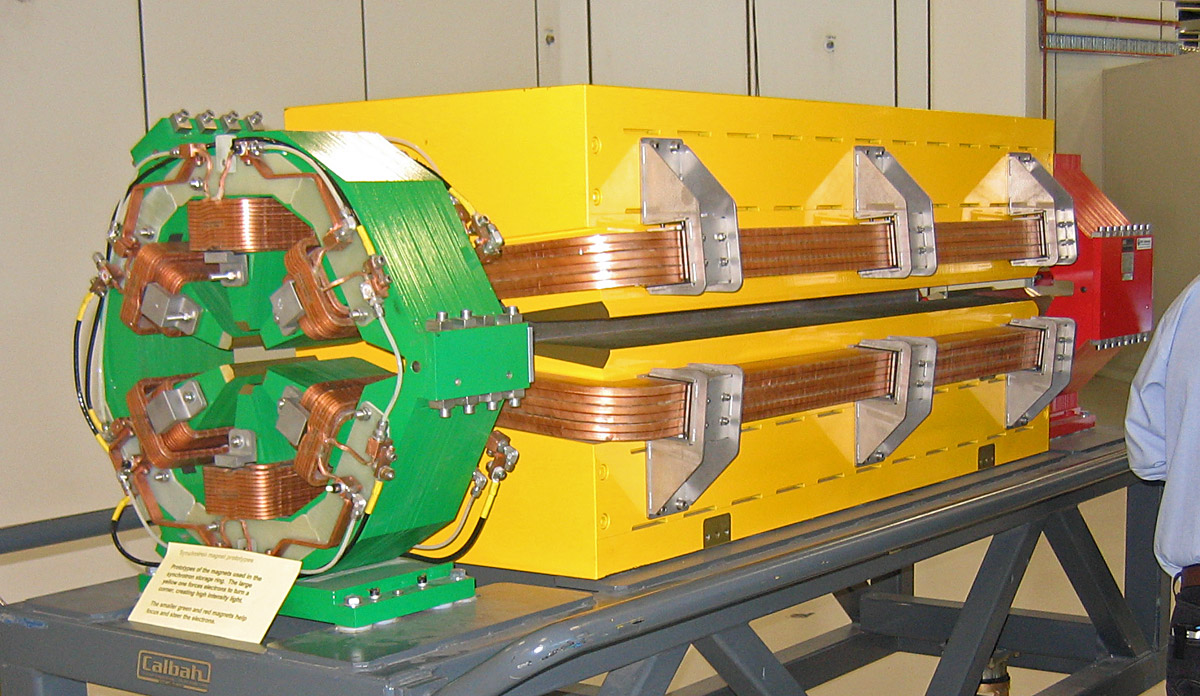
Diferentes tipos de ímãs usados no anel de armazenamento do Síncrotron Australiano. Em amarelo é um imã dipolar usado para dobrar o feixe de elétrons e produzir a radiação síncrotron. O verde é um ímã haxapolar e o vermelho (atrás do dipolo) é um ímã de quadrupolo que é usado para focar e manter a cromaticidade, respectivamente.

Uma força deve ser aplicada às partículas de forma que elas sejam limitadas a se mover aproximadamente em um caminho circular. Isso pode ser realizado usando campos eletrostáticos dipolares ou magnéticos dipolares, mas, como a maioria dos anéis de armazenamento armazena partículas carregadas relativísticas, é mais prático utilizar campos magnéticos produzidos por ímãs dipolares. No entanto, aceleradores eletrostáticos foram construídos para armazenar partículas de energia muito baixa e campos quadrúpolos podem ser usados para armazenar nêutrons (não carregados); estes são comparativamente raros, no entanto.[carece de fontes?]

### Vácuo
Como os pacotes de elétrons percorrem muitos milhões de quilômetros (considerando que estarão se movendo à velocidade da luz por muitas horas), qualquer gás residual no tubo do feixe resultará em muitas colisões. Isso terá o efeito de aumentar o tamanho do pacote e aumentar a dispersão de energia. Portanto, um vácuo melhor produz uma dinâmica de feixe melhor. Além disso, eventos únicos de espalhamento de grande ângulo do gás residual ou de outras partículas do grupo ( efeito Touschek ), podem ejetar partículas longe o suficiente para serem perdidas nas paredes do tanque de vácuo do acelerador. Essa perda gradual de partículas é chamada vida útil do feixe e significa que os anéis de armazenamento devem ser injetados periodicamente com um novo complemento de partículas.[carece de fontes?]

### Injeção de partículas e tempo
A injeção de partículas em um anel de armazenamento pode ser realizada de várias maneiras, dependendo da aplicação do anel de armazenamento. O método mais simples usa um ou mais ímãs dipolos defletores pulsados (ímãs de injeção ) para direcionar um trem de partículas que entra no caminho do feixe armazenado; os ímãs do kicker são desligados antes que o trem armazenado retorne ao ponto de injeção, resultando em um feixe armazenado. Às vezes, esse método é chamado de injeção única.[carece de fontes?]

### Dinâmica do feixe
As partículas devem ser armazenadas por um número muito grande de voltas potencialmente maiores que 10 bilhões. Essa estabilidade a longo prazo é desafiadora e é preciso combinar o design do ímã com os códigos de rastreamento. e ferramentas analíticas para entender e otimizar a estabilidade a longo prazo. 
No caso dos anéis de armazenamento de elétrons, o amortecimento da radiação facilita o problema de estabilidade, fornecendo um movimento não-hamiltoniano, retornando os elétrons para a órbita do projeto na ordem das milhares de voltas. Juntamente com a difusão das flutuações nas energias de fótons irradiados, é alcançada uma distribuição do feixe de equilíbrio. Pode-se olhar para  para mais detalhes sobre alguns desses tópicos. 